# فهرست آثار ملی شهرستان رشتخوار
فهرست آثار ملی شهرستان رشتخوار شامل ۲۲ اثر ملی در شهرستان رشتخوار است که تا ۱۳۹۷ به ثبت رسیده‌اند که سهم این شهرستان در سطح استان خراسان رضوی که بالغ بر ۱۴۰۷ اثر تاریخی ثبت شده دارد بسیار ناچیز است.
مسجد جامع رشتخوار نخستین اثر ملی این شهرستان است که در ۴ بهمن ۱۳۵۶ خورشیدی در فهرست آثار ملی ایران قرار گرفت.

## آثار ثبت‌شده
| #       | نام اثر               | نگاره          | دیرینگی                       | موقعیت | شمارهٔ ثبت | تاریخ ثبت       | منبع   |
| بناها   | بناها                 | بناها          | بناها                         | بناها | بناها     | بناها           | بناها  |
| ------- | --------------------- | -------------- | ----------------------------- | --- | --------- | --------------- | ------ |
| ۱       | مسجد جامع رشتخوار     |                | دورهٔ خوارزمشاهی - دورهٔ تیموری | ۷۰۰ متری جنوب شرق شهر رشتخوار ۳۴°۵۷′۵۹٫۵″ شمالی ۵۹°۳۷′۴۸٫۶″ شرقی / ۳۴٫۹۶۶۵۲۸°شمالی ۵۹٫۶۳۰۱۶۷°شرقی          | ۱۳۴۳      | ۴ بهمن ۱۳۵۶     | [ ۳ ]  |
| ۲       | خانه قرایی            |                | دورهٔ قاجار                    | شهر رشتخوار - خیابان امام خمینی شمال ۵ ۳۴°۵۸′۲۲٫۸″ شمالی ۵۹°۳۷′۳۲٫۴″ شرقی / ۳۴٫۹۷۳۰۰۰°شمالی ۵۹٫۶۲۵۶۶۷°شرقی | ۵۱۴۷      | ۲۵ اسفند ۱۳۸۰   | [ ۴ ]  |
| ۳       | مزار شیخ امان قلی     | بارگذاری تصویر | دورهٔ افشار                    | روستای سنگان                                                                                               | ۶۸۶۵      | ۱۰ دی ۱۳۸۱      | [ ۵ ]  |
| ۴       | مزار و مسجد شاه سنجان | بارگذاری تصویر | دورهٔ تیموری                   | روستای سنگان                                                                                               | ۶۸۶۷      | ۱۰ دی ۱۳۸۱      | [ ۶ ]  |
| ۵       | پل سالار              | بارگذاری تصویر | اواخر دورهٔ قاجار              | بین روستاهای سنگان و ملک‌آباد                                                                               | ۸۲۵۸      | ۲۴ فروردین ۱۳۸۲ | [ ۷ ]  |
| ۶       | آب‌انبار اکبرآباد      | بارگذاری تصویر | دورهٔ قاجار                    | بخش مرکزی - روستای اکبرآباد                                                                                | ۱۳۸۶۲     | ۲۵ آبان ۱۳۸۴    | [ ۸ ]  |
| ۷       | مزار امام قلی         | بارگذاری تصویر | اواخر دورهٔ صفوی - دورهٔ افشار  | ۴۰۰ متری شرق روستای سنگان                                                                                  | ۱۴۳۲۷     | ۱۶ اسفند ۱۳۸۴   | [ ۹ ]  |
| ۸       | آب‌انبار قلعه (جنگل)   |                | اوایل دورهٔ قاجار - معاصر      | شهر جنگل - میدان جهاد، خیابان کشاورز                                                                       | ۱۴۳۲۸     | ۱۶ اسفند ۱۳۸۴   | [ ۱۰ ] |
| ۹       | مزار سید قوام‌الدین    | بارگذاری تصویر | سدهٔ ۹ ه‍. ق - دورهٔ تیموری       | شمال غرب روستای نوق                                                                                        | ۱۴۳۳۵     | ۱۶ اسفند ۱۳۸۴   | [ ۱۱ ] |
| ۱۰      | مزار شیخ ابدال        | بارگذاری تصویر | دوران‌های تاریخی پس از اسلام   | یک کیلومتری شمال روستای نوق                                                                                | ۱۴۳۴۴     | ۱۶ اسفند ۱۳۸۴   | [ ۱۲ ] |
| ۱۱      | قلعه اکبرآباد         | بارگذاری تصویر | دورهٔ قاجار                    | بخش مرکزی - جنوب روستای اکبرآباد                                                                           | ۱۴۳۵۶     | ۱۶ اسفند ۱۳۸۴   | [ ۱۳ ] |
| ۱۲      | مسجد سنگان            | بارگذاری تصویر | دورهٔ قاجار                    | روستای سنگان                                                                                               | ۱۷۴۲۹     | ۶ اسفند ۱۳۸۵    | [ ۱۴ ] |
| ۱۳      | قلعه کریم‌آباد         | بارگذاری تصویر | اواخر دورهٔ قاجار              | جنوب روستای کریم‌آباد                                                                                       | ۲۹۲۸۵     | ۱۳ بهمن ۱۳۸۸    | [ ۲ ]  |
| ۱۴      | مسجد وکیل رشتخوار     | بارگذاری تصویر | دورهٔ قاجار                    | شهر رشتخوار - خیابان جمهوری - کوچه علی‌رضا آبافت                                                            | ۳۰۴۷۰     | ۸ دی ۱۳۹۰       | [ ۲ ]  |
| ۱۵      | آب‌انبار رشتخوار       | بارگذاری تصویر | دورهٔ قاجار                    | شهر رشتخوار - خیابان جمهوری - کوچه علی‌رضا آبافت                                                            | ۳۰۴۷۷     | ۸ دی ۱۳۹۰       | [ ۲ ]  |
| تپه‌ها   |                       |                |                               | |           |                 |        |
| ۱۶      | تپه کوده ۳            | بارگذاری تصویر | پیشاتاریخ                     | روستای کوده                                                                                                | ۱۱۶۷۰     | ۲۴ اسفند ۱۳۸۳   | [ ۱۵ ] |
| ۱۷      | تپه فاضلمند (علی کل)  | بارگذاری تصویر | سده‌های اولیه اسلامی           | بخش جنگل - در نزدیکی روستای فاضل مند                                                                       | ۱۱۶۷۱     | ۲۴ اسفند ۱۳۸۳   | [ ۱۶ ] |
| ۱۸      | تپه کوده ۱            | بارگذاری تصویر | پیشاتاریخ                     | روستای کوده                                                                                                | ۱۱۹۰۷     | ۵ تیر ۱۳۸۴      | [ ۱۷ ] |
| ۱۹      | تپه اندنجرد           | بارگذاری تصویر | سدهٔ ۵ و ۶ ه‍. ق                 | روستای اندنجرد                                                                                             | ۲۴۹۷۸     | ۱۸ اسفند ۱۳۸۷   | [ ۱۸ ] |
| ۲۰      | تپه چهل ماه           | بارگذاری تصویر | پیشاتاریخ                     | ۲ کیلومتری شمال شهر رشتخوار                                                                                | ۲۴۹۸۶     | ۱۸ اسفند ۱۳۸۷   | [ ۱۹ ] |
| محوطه‌ها |                       |                |                               | |           |                 |        |
| ۲۱      | شهر باستانی جیزد      | بارگذاری تصویر | سدهٔ ۵ و ۸ ه‍. ق                 | ۱۴ کیلومتری جنوب شرقی شهر رشتخوار                                                                          | ۹۶۳       | ۸ دی ۱۳۵۲       | [ ۲۰ ] |
| ۲۲      | محوطه کوده ۱          | بارگذاری تصویر | پیشاتاریخ                     | روستای کوده                                                                                                | ۱۱۶۶۹     | ۲۴ اسفند ۱۳۸۳   | [ ۲۱ ] |